# Europastraße 841
Die Europastraße 841 (kurz: E 841) ist eine italienische Europastraße, die von Caserta über Nola nach Salerno führt. Sie weist eine Länge von 64 km auf und verläuft komplett in der Region Kampanien.
Der Beginn der Europastraße liegt an der Mautstelle der A16 Avellino est und lenkt den Verkehrsstrom nach Süden und umfährt dabei die Stadt Avellino als SS7 und anschließend als SS7bis. In Atripalda geht die Europastraße in den RA2, bei Fisciano kreuzt sie sich mit der A30 und geht über in die A2 Salerno – Reggio Calabria. Nach etwa 28 km bei Salerno endet die E841 beim Knoten mit der A2dirNA/E 45.